# Ladislav Holý
Ladislav Holý (4. dubna 1933 Praha – 13. dubna 1997 Dundee) byl český sociální antropolog, působící od roku 1973 ve Velké Británii. Vystudoval etnografii a archeologii na Karlově univerzitě. Jeho spolužačkou tam byla Alice Fučíková, která se stala později jeho manželkou i antropologickou partnerkou a spolupracovala s ním při mnoha terénních výzkumech v Africe. Od studií úzce spolupracoval s Milanem Stuchlíkem, se kterým také vydal několik publikací.

## Kariéra
Ladislav Holý se v průběhu své kariéry věnoval zejména africkým studiím. Československo opustil v roce 1968, dále působil v Zambii a v súdánském Dárfúru a později přednášel sociální antropologii ve Velké Británii. Ze začátku byl ovlivněn britskou sociální antropologií a později svou inspiraci čerpal z americké kulturní antropologie. Vliv britské sociální antropologie je patrný v metodologickém přístupu, který Holý využíval. Stejně jako britští antropologové kladl důraz na interpretativní sociologii, v níž se zaměřil na porozumění kulturním významům. Jeho zájem o pochopení toho, jak lidé vytvářejí modely pro interpretaci světa, se shoduje s kognitivní antropologií v rámci americké kulturní antropologie. V jeho pozdějších pracích, zejména v těch, které se týkají jeho výzkumu v Čechách, se odráží posun od antropologického zobecňování k podrobnému zkoumání kulturně specifických kognitivních světů, což také souvisí s americkou kulturní antropologií. Na přelomu 80. a 90. let 20. století se Holý zaměřil na český nacionalismus a národní identitu, zejména v období pádu komunismu.
Holý prosazoval sběr dat jako hlavní zdroj antropologického poznání a řadí se k předním terénním pracovníkům.  Jeho tvorba během kariéry sociálního antropologa byla silně ovlivněna doktrinářským marxismem a totaliarismem, provázely ho totiž životem jako mladého pracovníha univerzity zejména v průběhu padesátých, ale také na počátku šedesátých let. Tyto dva silné faktory v Holém vyvolaly odhodlání a odvahu proti nim bojovat.
V šedesátých letech byl významně ovlivněn strukturním funkcionalismem. Společně s Milanem Stuchlíkem a dalšími autory vydal v angličtině knihu Social Stratification in Tribal Africa (Sociální stratifikace v kmenové Africa, 1968), která vzbudila na Západě značný zájem, protože vycházela z myšlenek odporujících tehdejšímu oficiálnímu marxismu. Během šedesátých let několikrát navštívil Súdán a výsledkem jeho výzkumů byla monografie Neighbours and Kinsmen (Sousedé a příbuzní, 1973), která byla určující pro Holého celoživotní zájem o studium příbuzenství.
V letech 1968–72 byl ředitelem Livingstonova muzea v Zambii a podnikal tam terénní výzkum u národa Toka. V roce 1972 se rozhodl nevrátit se do Československa, kde bylo jasné, že vědecké bádání nezávislé na oficiální ideologii bude nemožné. Na doporučení Meyera Fortese, profesora sociální antropologie na University of Cambridge, se stal spolu se Stuchlíkem členem katedry sociální antropologie na Queen's University v Belfastu. Oba antropologové pokračovali ve spolupráci do Stuchlíkovy smrti v roce 1980. Významnou společnou publikací byla Actions, Norms and Representations (Činy, normy a obrazy, 1983).Sociálně-antropologické teorie, zmíněny v tomto díle dále rozvíjel v editovaném sborníku Comparative Anthropology (1987). Tyto teorie korespondují s pojetím kultury jako systému sdílených významů a symbolů, které lidem slouží jako prostředek k vytváření hodnotové orientace. Tato teorie zastává názor, že chování lidí je řízeno jejich sdílenými kulturními hodnotami, tedy tím, v co věří, a tím, jak sami vidí a interpretuji svoji činnost ve společnosti. Holý přiznává vliv amerických kulturních antropologů Geertze, Schneidera a Spira, ale snoubí jejich názory s Foucaultovým pojetím diskursu, který pojednává o jistém způsobu chápání a porozumění skutečnosti v určité epoše a oboru, který se promítá do jazyka. Holý nechápe kulturu staticky, a tak by jeho teoretická pozice neměla být ztotožňována s postmoderním kulturalismem. Poslední Holého kniha je svědectvím o obrácení tohoto původního strukturního funkcionalisty na kulturní interpretismus, který klade důraz na subjektivní význam jednání. Holý však prosazoval sběr dat jako hlavní metodu poznání.
V roce 1979 nastoupil Holý na Univerzitu v St Andrews ve Skotsku. Roku 1987 získal titul profesora. Důležitou monografií z tohoto období byla Religion and Custom in a Muslim Society (Náboženství a zvyky v muslimské společnosti, 1991), která dokazovala, že existuje distinktivní africká forma islámské praxe.
Koncem osmdesátých let se Holý vrátil k začátkům své akademické praxe a výsledkem byla rozsáhlá studie českého nacionalismu pod názvem The Little Czech and the Great Czech Nation (Malý český člověk a velký český národ, 1996). Významné pro tuto knihu bylo, že výzkum byl zahájen ještě před sametovou revolucí, takže Holý byl schopen z odborného hlediska sledovat její průběh. Základním tématem knihy je vysvětlení rozporu, kdy Češi vnímají svůj národ jako „vysoce kulturní, hluboce demokratický, čistý“, zatímco pro jednotlivé Čechy jsou podle obecného mínění typické vlastnosti jako „závistivost, konformnost, úzkoprsost a nesnášenlivost“.